# Odontomachus montanus
Odontomachus montanus är en myrart som beskrevs av Hermann Stitz 1925. Odontomachus montanus ingår i släktet Odontomachus och familjen myror. Inga underarter finns listade i Catalogue of Life.